# رساله الغفران
رساله الغفران (به معنای: نامه آمرزش) یک معراج‌نامه است که ابوالعلا معری در پاسخ به نامهٔ دوست خود، علی ابن منصور، معروف به ابن قارح، نوشته است. ابن قارح از ادیبان مشهور حلب بوده و همیشه بر ادیبان و شاعران این انتقاد را داشته که شاعران به سبب بعضی گفتار یا اعمالشان مانند مهمل شمردن فرائض دینی یا نوشیدن شراب یا غزل سرایی به دوزخ می‌روند.
ابوالعلا رسالة الغفران را از زبان ابن قارح نوشته است تا برای مردم، وسعت رحمت خدا را روشن کند و به آنها بفهماند که بیشتر شاعران مسلمان و سخنوران دوران جاهلیت که به عقیدهٔ بعضی از فقها اهل دوزخند، ممکن است اهل بهشت باشند؛ یعنی بدون توجه به بدنامی آن‌ها در زندگی یا نسبت‌هایی که مردم مانند کفر یا زندیق به آنها می‌داده‌اند یا ترک فرائض دینی بعید نیست که در نتیجهٔ ایمان به خدا یا نیکوکاری یا خیراندیشی از آتش نجات یافته باشند.
ابوالعلا در این رساله، بر عقاید بعضی از دانشمندان و ادیبان و فقها در مورد شعر و ادب و روایات مذهبی خرده می‌گیرد و خرده‌گیری‌های او با نیش‌هایی تلخ و مقداری هزل آمیخته است.
پس از آنکه ابولعلا جایگاه ابن قارح را در بهشت تصور می‌کند، به وصف بهشت و اشیاء موجود در آنجا مانند درختی که بر شرق و غرب سایه می‌افکند و درختی که دارای تمام وسایل نعمت است می‌پردازد و از شرابی که مستی ندارد و در جام‌های زرین و صراحی‌ها سخن می‌گوید. آنگاه برای ابن قارح سیاحت در بهشت را تصور می‌کند. ابن قارح در میان این گردش بعضی از شاعران دوران جاهلیت مانند: اعشی و زهیر و حسان ابن ثابت را می‌بیند و دیگرانی را می‌بیند که تمام آنها پیش از ظهور اسلام و بعثت محمد می‌زیسته‌اند و به سبب نیکوکاری با ایمان به خدا وارد بهشت گردیده‌اند.
عمر فروخ نویسندهٔ کتاب «ابوالعلاء فیلسوف معره» به الهام گرفتن دانته از رسالة الغفران در نوشتن کمدی الهی اشاره می‌کند؛ و سبک داستان‌نویسی و تحول فکر او و نقد احوال قهرمانان داستان یعنی یکی را در بهشت گذاشتن و دیگری را در دوزخ جای دادن را همگی از رسالة الغفران وام گرفته شده می‌داند.

## ترجمه‌های «رساله‌الغفران» به فارسی
- آمرزش؛ ترجمه عبدالمحمد آیتی؛ تهران: انتشارات اشرفی؛ چاپ دوم ۱۳۵۷.
- رساله الغفران؛ ترجمه حیدر شجاعی؛ تهران: مجمع علمی و فرهنگی مجد؛ چاپ اول ۱۳۷۹.